# Gerhard Pape
Gerhard Pape (* 2. Juni 1954 in Westerbrak) ist ein deutscher Jurist und war von 2008 bis 2019 Richter am Bundesgerichtshof.

## Werdegang
Nach dem Abitur 1976 auf dem Gymnasium Wilhelmstraße in Holzminden wollte Pape ursprünglich Medizin studieren um Arzt zu werden. Als er zunächst keinen Studienplatz bekam, begann er das Studium der Mathematik und Physik, das er aber wieder abbrach, um an der Georg-August-Universität Göttingen ein Studium der Rechtswissenschaft aufzunehmen. 1980 schloss er sein Jurastudium mit dem Ersten Juristischen Staatsexamen ab. Anschließend begann er mit der Arbeit an seiner Dissertation. Wolfram Henckel, ein bedeutender Jurist in Fragen des Insolvenz- und Konkursrechts, sah die hohe rechtswissenschaftliche Begabung des Studenten und nahm ihn als Doktoranden auf. 1984 wurde Pape mit der Untersuchung Zur Systematik des Paragraphen 60 KO von der Universität Göttingen zum Doktor der Rechtswissenschaften promoviert.
1984 trat er in den höheren Justizdienst des Landes Niedersachsen ein. Hier war er zunächst am Landgericht Hildesheim, am Amtsgericht Holzminden sowie bei der Staatsanwaltschaft Göttingen tätig. Nach dem erfolgreichen Abschluss des Zweiten Staatsexamens wurde er 1987 zum Richter am Landgericht Göttingen und 1997 zum Richter am Oberlandesgericht Celle ernannt. Zuletzt war er beim OLG Celle Vorsitzender Richter beim 2. Senat für Familiensachen sowie im Senat für Landwirtschaftssachen.
Der Richterwahlausschuss von Bund und Ländern, bestehend aus dem Rechtsausschuss des Deutschen Bundestages und den Justizministern der Länder, wählte Pape 2007 als Nachfolger für den in Pension gehenden Richter Gero Fischer in den IX. Zivilsenat des Bundesgerichtshofes, der zuständig ist für das Insolvenzrecht, Anwaltshaftung und Steuerberaterhaftung. Am 1. April 2008 folgte schließlich die Ernennung zum Richter am Bundesgerichtshof (RiBGH). Am 31. Dezember 2019 trat Pape in den Ruhestand.
Pape ist seit 1981 verheiratet und hat einen Sohn. Er wohnt heute in Göttingen und ist Autor mehrerer Bücher zum Insolvenzrecht.

## Nachweise
1. ↑  Pressemitteilung des Bundesgerichtshofs Nr. 62/2008 vom 2. April 2008
2. ↑  Pressemitteilung des Bundesgerichtshofs Nr. 170/2018 vom 30. Dezember 2019